# European Launcher Development Organization

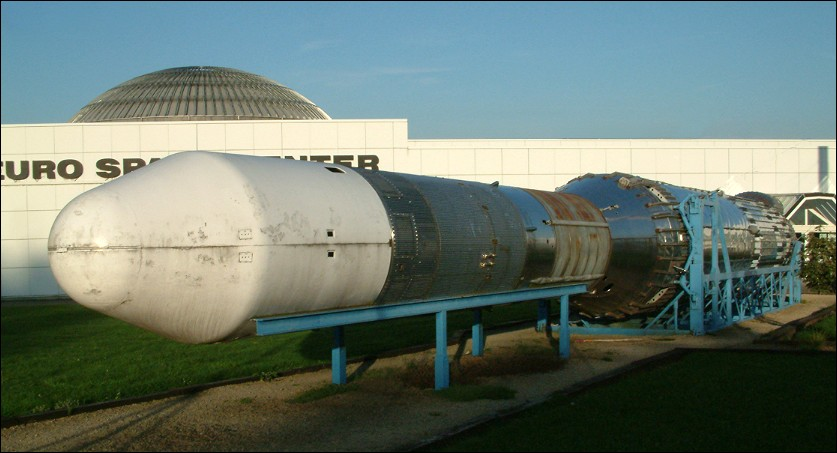
Europa II

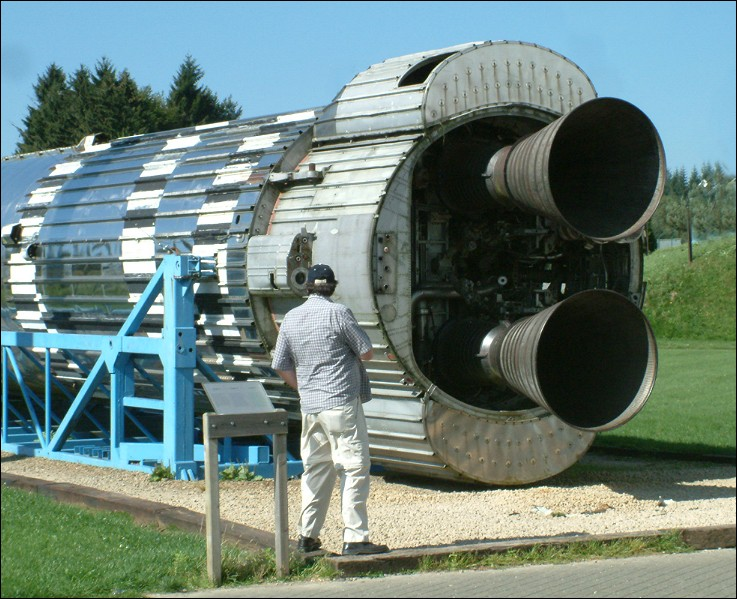
Rolls-RoyceRZ-12

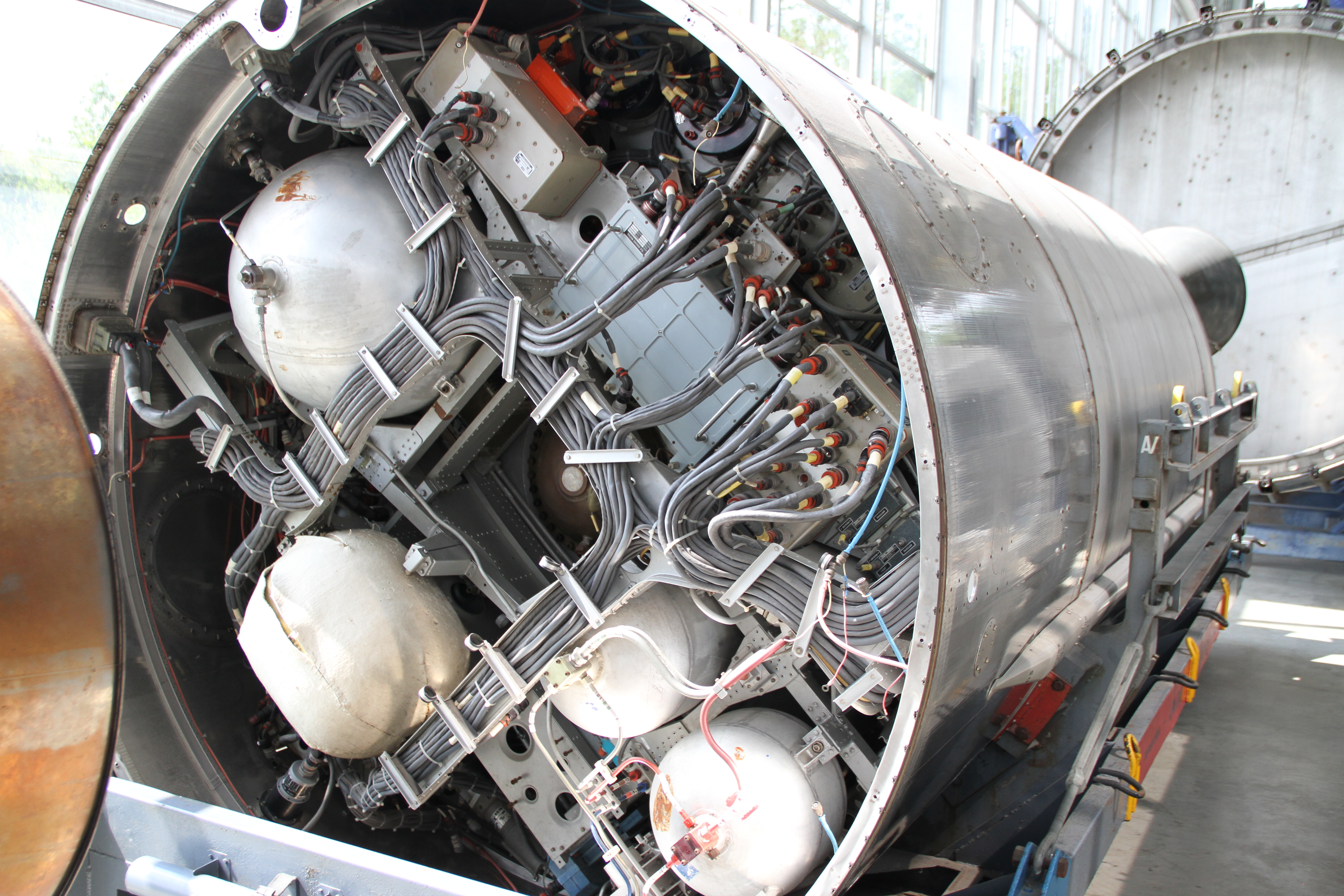
Coralie

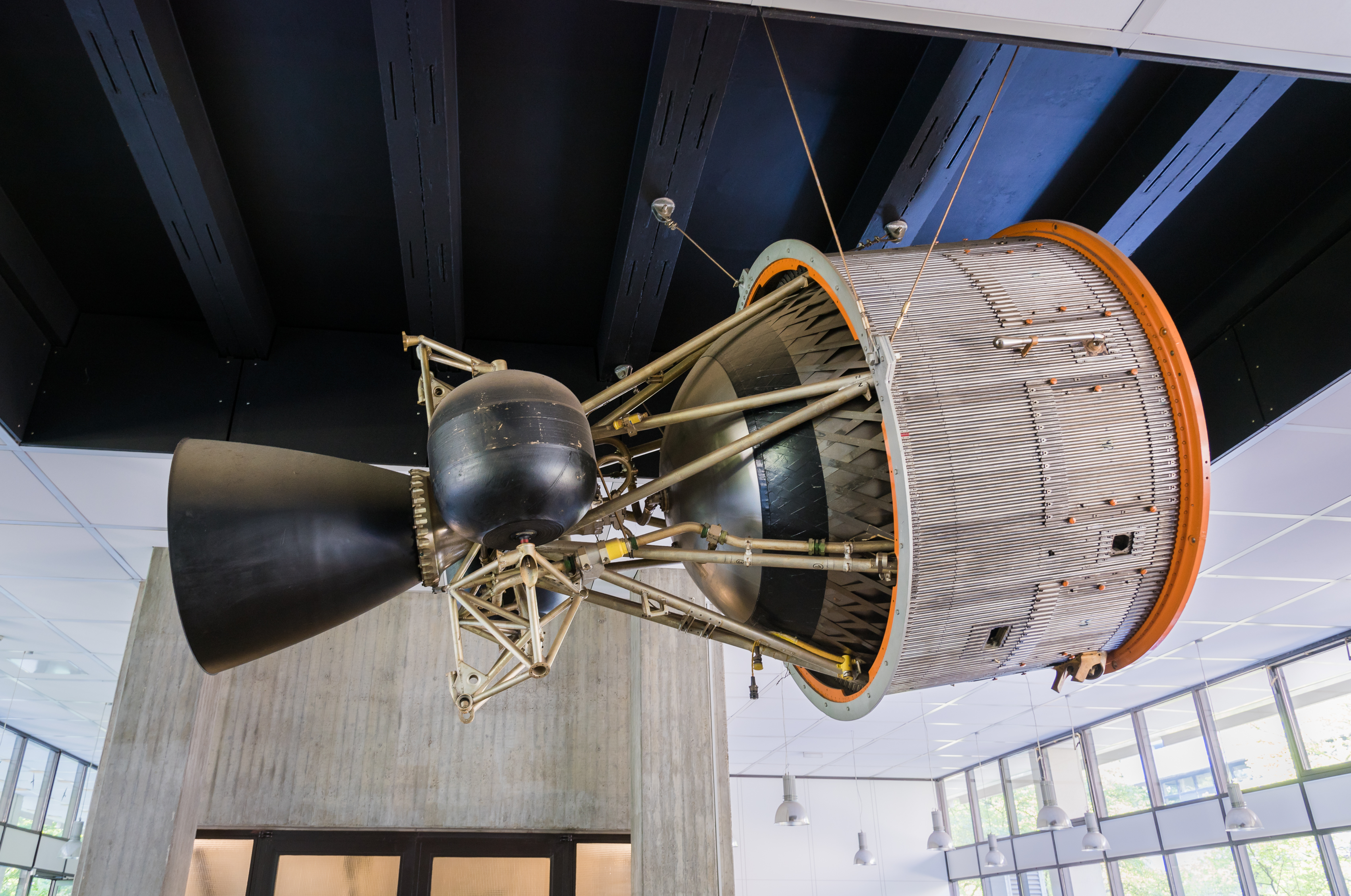
Astris

ELDO, European Launcher Development Organization, var en internationell organisation som grundades 1964 för utveckling av bärraket. Medlemmarna var Australien, Belgien, Frankrike, Italien, Nederländerna, Storbritannien och Tyskland. Organisationens program för bärraket avbröts efter ett antal misslyckade raketuppsändningar. Organisationen uppgick i ESA 1975.